# 원영
원영(遠泳, 영어: long-distance swimming)은 일반적인 수영장 경기보다 먼 거리를 헤엄치는 것이다. 장거리 수영이라고도 한다. 원영은 수영장 경기에서 일반적으로 수영하는 것보다 관련된 거리가 더 길다는 점에서 일반 수영과 구별된다. 지구력이 상당히 요구되는 경우 원영으로 간주될 가능성이 더 크다. 원영은 페포 비스카리니(Peppo Biscarini)가 83.7km(50m 길이의 수영장에서 24시간 수영)의 기록으로 우승한 1976년 제1회 공식 24시간 세계 선수권 대회와 같은 수영장에서 진행될 수 있다. 2008년 올림픽 금메달리스트 마르틴 반 데르 바이덴이 미터 풀 세계 기록을 세웠다.

## 같이 보기
- 루이스 퓨(영어판)
- 오픈워터스위밍
- 마라톤 수영